# Люй Бу

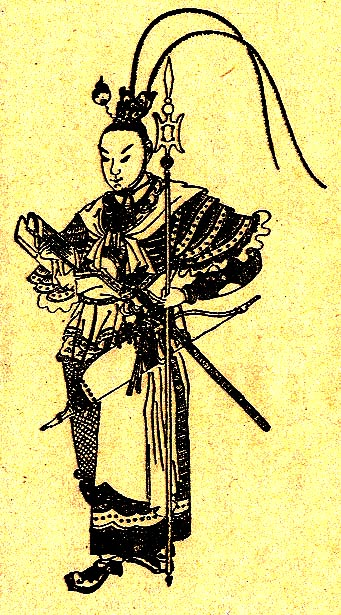
Люй Бу, ілюстрація до «Роману трьох держав» епохи династії Цін

Люй Бу (кит. 吕布; помер у 198 році) - генерал і полководець китайської епохи Трицарства. «Записи про Три царства» описують його як чудового наїзника і стрільця з лука, за що він отримав прізвисько «літаючий генерал». Його образ непереможного воїна був популяризований історичним романом XIV століття «Роман трьох держав». У романі Люй Бу - найкращий воїн у всьому Китаї.

## Біографія
Люй Бу народився у графстві Цзююань (район сучасного міста Баотоу), поступив на службу губернатору провінції Бінчжоу (сучасна Шаньсі) Дін Юаню. У 189 році Дін Юань повів свої війська в столицю (місто Лоян) на допомогу верховному головнокомандувачу Хе Цзіню, який планував знищити могутню фракцію євнухів. Хе Цзінь незабаром був убитий, а влада в Лояні опинилася в руках феодала Дун Чжо. Люй Бу незабаром перейшов на сторону Дун Чжо, якому на доказ своєї вірності приніс голову свого попереднього господаря, Дін Юаня.
Дун Чжо прийняв Люй Бу не тільки до себе на службу, але і в свою сім'ю, ставши його прийомним батьком. У 190 році великий феодал Цао Цао закликав до створення коаліції проти Дун Чжо, через що той змушений був відступити на захід, до Чан'ань, залишивши противникам розграбований і спалений Лоян. В умовах постійної небезпеки замаху через величезну кількість ворогів Дун Чжо завжди тримав Люй Бу поруч як охоронця і доручив йому охороняти свою резиденцію. У Люй Бу зав'язався роман з однією з наложниць свого пана (її ім'я в історії не збереглося, проте у романі «Роман трьох держав» кохану Люй Бу звуть Дяочань).
У 192 році змовникам проти Дун Чжо вдалося схилити Люй Бу до вбивства свого прийомного батька. Незабаром владу в Чан'ань захопили колишні генерали Дун Чжо, а Люй Бу довелося втікати зі столиці. Він спробував вступити на службу до Юань Шу, але той не ризикнув роздобути непередбачуваного васала, який вбив своїх колишніх господарів. Люй Бу відправився на північ і вступив на службу до Юань Шао, який дав йому невелике військо. Могутність Люй Бу стала швидко зростати, що розумів як Юань Шао, для якого його генерал став представляти серйозну небезпеку, так і сам Люй Бу, який не став чекати вбивць, підісланих своїм паном, а вирушив на південь.
У 194 році Люй Бу захопив провінцію Яньчжоу, що входила у володіння Цао Цао. Дізнавшись про це, Цао Цао негайно виступив проти нього і обложив місто Пуян. Після ста днів облоги Люй Бу змушений був залишити місто і шукати захисту у Лю Бея, супротивника Цао Цао. Лю Бей прийняв Люй Бу на службу, але дуже скоро пошкодував про це, коли той в 196 році знову зрадив свого пана і захопив владу в Сюйчжоу. Незабаром Люй Бу уклав союз з Юань Шу, спрямований проти Цао Цао, але швидко від нього відмовився, при цьому розірвав шлюб своєї дочки і сина Юань Шу. Більше того, він захопив послів Юань Шу і відправив їх у подарунок Цао Цао як знак дружби. У 198 році Люй Бу в черговий раз змінив сторону і в союзі з Юань Шу атакував Лю Бея. Лю Бей звернувся за допомогою до Цао Цао, який особисто повів війська проти Люй Бу. Цао Цао осадив Люй Бу в місті Сяпі. Після трьох місяців облоги Люй Бу нічого не залишалося, окрім як здатися військам Цао Цао (за іншою версією він був відданий своїми підлеглими, які захопили його сплячим і доставили Цао Цао).
Поставши перед Цао Цао, Люй Бу побажав вступити до нього на службу і присягнув йому на вірність. Однак Цао Цао, якому Лю Бей нагадав про долю попередніх панів Люй Бу, наказав спершу задушити генерала-зрадника, а потім відрубати йому голову, яку виставили на загальний огляд у Білих Воріт міста.

## Сучасні посилання
- Один з наймогутніших ігрових персонажів серії комп'ютерних ігор Dynasty Warriors і Warriors Orochi.
- Люй Бу послужив прототипом персонажа з аніме «Souten Kouro»
- Люй Бу - робот, побудований на планеті ТАЛОС і названий на честь полководця в грі Legacy of a Thousand Suns.
- Люй Бу згадується в аніме Повість про кінець світу. В першому поєдинку Рагнарьок виступив проти скандинавського бога грому Тора (1 сезон, 1 серія).